# Kunenhrayenhnenh
Kunenhrayenhnenh (Kanontsistóntie's; Flying Head, Big Heads, Whirlwind), Leteće glave su nemrtva čudovišta iz legendi plemena Irokeza i Hurona. Leteća glava pojavljuje se kao ogromna glava bez tijela s vatrenim očima i dugom, zamršenom kosom. Lete zrakom, progone ljude kako bi ih jurili i proždirali.
Podrijetlo Letećih glava uvelike se razlikuje od priče do priče. U nekim pričama Leteća glava nastaje iz scene nasilnog ubojstva-- odsječena glava žrtve naraste do enormne veličine ili glava izroni iz masovne grobnice. U drugima se čovjek pretvara u Leteću glavu nakon što je počinio čin kanibalizma. U mnogim se pričama podrijetlo Letećih glava uopće ne spominje - one su iskonska čudovišta čija je priroda jesti ljude, ali povremeno imaju druge vlastite motive.
Leteće glave povezuju se s vihorima u mnogim zajednicama Irokeza. Imena kao što su Kanontsistóntie's i Kunenhrayenhnenh znače "leteća glava", dok imena kao što je Dagwanoenyent doslovno znače "vihor".
Ostali domorodački nazivi: Kwennenhrayenhnenh, Konearaunehneh, Unenhrayenhnenh, Ko-nea-rau-neh-neh; Ro-nea-rau-yeh-ne; Dagwanoeient, Dagwanoenyent, Dagwanoenyent gowa, Daqqanoenyent, Dagwûn'noyaênt 